# Promises (The Cranberries)
Promises è il primo singolo estratto dal quarto album dei Cranberries Bury the Hatchet del 1999. Musica e testo del brano sono stati scritti da Dolores O'Riordan, cantante del gruppo.

## Descrizione
Il testo della canzone è incentrato sul tema del divorzio.

## Video musicale
Per promuovere il singolo è stato pubblicato un video musicale, diretto da Olivier Dahan, in cui un cowboy affronta un ibrido strega/spaventapasseri (interpretato da Maïwenn). La clip si svolge in quella che sembra essere una città del Far west.

## Tracce
Singolo 1 (CD)
1. Promises (edit) – 3:30
2. The Sweetest Thing – 3:33
3. Linger (live - agosto '96) – 4:40

Singolo 2 (CD)
1. Promises (album version) – 5:27
2. Dreams (live at the Nobel Peace Prize Concert, Oslo) – 4:14
3. Promises (live at the Nobel Peace Prize Concert, Oslo) – 5:08

Maxi-singolo
1. Promises (edit) – 3:30
2. The Sweetest Thing – 3:33
3. Promises (album version) – 5:27
4. Linger (live - agosto '96) – 4:40

## Successo commerciale
Il brano risulta l'unico singolo estratto dall'album ad entrare in classifica negli Stati Uniti. Promises diventa il nono e ultimo successo della band nella top-forty britannica, raggiungendo la posizione numero 13 della UK Singles Chart e la numero 19 in Irlanda. All'estero, la canzone ha raggiunto la vetta della classifica spagnola e la top 20 in Canada, Islanda, Nuova Zelanda, Norvegia e Svizzera, oltre che in diversi altri Paesi europei.

## Classifiche
| Classifica (1999)         | Posizione massima |
| ------------------------- | ----------------- |
| Australia                 | 78                |
| Austria                   | 37                |
| Canada                    | 6                 |
| Francia                   | 32                |
| Germania                  | 45                |
| Irlanda                   | 19                |
| Italia                    | 3                 |
| Nuova Zelanda             | 20                |
| Paesi Bassi               | 42                |
| Regno Unito               | 13                |
| Spagna                    | 1                 |
| Stati Uniti (alternative) | 12                |